# Travian Games
Die Travian Games GmbH ist ein deutsches Unternehmen in der Softwarebranche mit Sitz in München, das sich auf die Entwicklung und den Vertrieb von Browserspielen spezialisiert hat. Travian Games gilt als größtes Unternehmen der Spieleindustrie in Bayern, zählt zu den 10 größten Spiele-Studios in Deutschland und ist Mitglied des GAME Bundesverband der deutschen Games-Branche.

## Geschichte
Im Jahr 2003 entwickelte das Team um den Unternehmensgründer Gerhard Müller die erste Version des Strategie-Browserspieles Travian. Das Free-to-play-Spiel wurde im Sommer des darauffolgenden Jahres veröffentlicht und 2015 in Travian: Legends umbenannt. 2006 erreichte das Kernspiel Travian bereits eine Million Spieler. Das Spiel war mit Stand 2009 eines der erfolgreichsten Browserspiele der Welt.
Anfang 2005 wurde die Travian Games GbR in München gegründet und im Herbst desselben Jahres in Travian Games GmbH umfirmiert. Anfangs beschäftigte das Unternehmen vier Mitarbeiter, darunter der Bruder des Gründers, Siegfried Müller, und sein ehemaliger Schulfreund, Holger Miller. Aufgrund der steigenden Anzahl an Mitarbeitern und des Fokus auf Neuentwicklungen zog das Unternehmen in den Jahren 2008 und 2009 in einen größeren Bürokomplex innerhalb Münchens um. 2010 stieg das Unternehmen beim Hamburger Entwicklerstudio Northworks ein, das bis dahin mit Unterstützung der Prototypenförderung der Stadt Hamburg zwei Browserspiele auf den Markt bringen konnte, darunter Goalunited.
2011 wurde die Travian Games GmbH mit dem Preis als bester deutscher Publisher ausgezeichnet. Außerdem übernahm Travian Games im Jahr 2012 mehrheitlich das Kölner Entwicklerstudio Bright Future, mit dem es bereits zwei Jahre zuvor erfolgreich das Gartensimulationsspiel Miramagia und 2013 das MMO-Browserspiel Rail Nation entwickelt hatte. Bright Future arbeitete unter anderem mit Electronic Arts an der erfolgreichen PC-Spieleserie Fußball Manager.
Zum 10-jährigen Jubiläum des Kernspieles Travian, das seit 2015 unter Travian: Legends geführt wird, entstand unter Leitung des Unternehmensgründers Gerhard Müller das neue Browserspiel Travian Kingdoms. Ebenso 2014 wurde das Online-Rennspiel United GP auf den Markt gebracht.
Branchenberichten zufolge war das Unternehmen im Jahr 2016 der größte Arbeitgeber der Spielebranche in Bayern.
Seit dem Wechsel innerhalb des Managements im Jahre 2015 legt das Unternehmen seinen Fokus verstärkt auf die Entwicklung und den Vertrieb von PC-Spielen mit starken Mehrspieler-Komponenten, die darauf abzielen, ein Community-getriebenes Spielerlebnis zu ermöglichen. Mit dem neuen Geschäftsführer Lars Janssen änderte sich die strategische Ausrichtung des Spieleentwicklers. Neben dem Kerngeschäft, der Entwicklung eigener Browserspiele, ist der bayerische Spieleentwickler seit 2016 auch als Drittvermarkter (Third-party Publisher) für das Massively Multiplayer Online Role-Playing Game Crowfall (ArtCraft Entertainment) und seit 2017 für das Massively Multiplayer Online Game (MMOG) Shroud of the Avatar (Portalarium) tätig.
Im Verlauf der weiteren Jahre stellte das Unternehmen seine Aktivitäten im Bereich der Drittvermarktung wegen mangelnden Erfolgs wieder ein. Im Juli 2024 änderte sich mit dem neuen Geschäftsführer Viktor Pulz erneut die strategische Ausrichtung. Das Unternehmen konzentriert sich nun gezielt auf die Weiterentwicklung seiner erfolgreichen Spiele (Travian: Legends, Rail Nation, Travian Kingdoms und Goalunited) und bringt diese auch auf mobile Endgeräte. Der erfolgreichste Titel Travian: Legends wurde im November 2024 als Mobile-App für Android und iOS veröffentlicht.

## Spiele
Aktive Spiele
- Travian: Legends
- Rail Nation
- Travian Kingdoms
- Goalunited Legends
- Arkheim - Realms at War
- Hyperdrome

In Entwicklung
- Port Liberty
- Untitled project

Eingestellte Spiele
- Miramagia
- Travianer
- Imperion
- Remanum
- Wewaii (TG Nord GmbH; Vorgänger von Aloha Paradise Hotel)
- Truck Nation[20]
- Aloha Paradise Hotel (TG Nord GmbH)
- Und weitere wie Battlemons, Roger & Out, Meerkatz Challenge, United GP, Cheats 4 Hire, Pyramid Raid